# Riigikogu
Riigikogu (dansk: Rigsforsamlingen) er Estlands parlament. Forsamlingen består af et kammer med 101 repræsentanter, der vælges for fire år ved forholdstalsvalg i landets 11 valgkredse. 
Riigikogu vælger hvert femte år Estlands præsident, der overvejende har ceremonielle opgaver, idet regeringen har den udøvende magt. Regeringen udgår fra parlamentet og er afhængig af at have opbakning blandt et flertal her. Parlamentet ledes af et præsidium bestående af tre medlemmer; en formand og to næstformænd. 
Den første Riigikogu-forsamling blev valgt i 1920, og valgperioderne regnes fra og med denne. I mellemkrigstiden blev der valgt seks parlamenter. Det parlament, der blev valgt i 1938 fik sin periode afbrudt af Sovjetunionens invasion og besættelse. Mellemkrigstidens parlamenter havde forskellige roller og mandater, ligesom Estland i de år havde flere grundlove.
Efter at Estland i august 1991 atter blev selvstændigt, skiftede organet navn til Riigikogu som led i overgangen til suverænt demokrati. Fra 1992 har der været afholdt almindelige frie valg til parlamentet med baggrund i landets nye grundlov, der blev vedtaget ved en folkeafstemning i juni 1992. Den siddende rigsdagsforsamling blev valgt i 2011 og er den 12. i rækken.